# Claude Young
Claude Young (* in Detroit) ist ein US-amerikanischer Techno-DJ und Technoproduzent.
Unter seinen Fans ist er für seinen Mixingstil, der Scratches, Juggles und Cuts beinhaltet, bekannt. Neben weltweiten Auftritten als DJ veröffentlichte er als Produzent unter eigenem Namen und mehreren Pseudonymen (u. a. Brother From Another Planet, De-Yang Crew, Dub Street Posse, Low Key und Project 625) Platten auf Labels wie Djax-Up-Beats, 7th City und Axis. Als Remixer lieferte er Neubearbeitungen von Tracks der Künstler Kelli Hand, Inner City, Scanner, Sensorama, Slam, Joey Beltram, Sven Väth, Christian Morgenstern, John Tejada, Joris Voorn und viele weitere mehr.

## Leben
In Kontakt mit Musik kam Claude Young erstmals über seinen Vater Claude Young sr., der Moderator, Radio-DJ und Mitbegründer des Detroiter Radiosenders WJLB (Detroit) war. Durch Arbeit als Radio- und Club-DJ etablierte sich Claude Young in der jungen Detroiter Technoszene. Er begab sich weiter in das Feld des Techno und begann selbst Tracks zu produzieren, nachdem er bei Produktionen von Kevin Saunderson mitwirkte. Sein musikalischer Lehrmeister und Mentor war Antony „Shake“ Shakir, mit dem er das Label Frictional gründete.
Zum Jahreswechsel 2004/2005 zog Young nach Japan. Zusammen mit seiner Frau Yukiko betreibt er die Medienagentur CYNet Media. Gemeinsam mit dem Japaner Takasi Nakajima gründete er das DJ-Duo Different World. Neben regelmäßigen Auftritten in Japan traten beide auch auf dem Detroit Electronic Music Festival (DEMF) auf. Ihre erste gemeinsame Platte Rapture erschien 2011 auf Kirk Degiorgios Label A.R.T. Records.

## Diskografie (Auswahl)

### Alben
- 1997: Soft Thru (Elypsia)
- 2000: Patterns The Album (Djax-Up-Beats)
- 2005: One.Nine.Eight.Four (cynet:media)

### Mix-CDs
- 1996: DJ-Kicks (Stud!o K7)
- 1999:	DJF 1100 (SMEJ Associated Records)
- 2001: Essential Underground Vol. 03: Berlin / Detroit mit DJ Rok (DJ-sets.com)